# Члены королевской семьи
Не следует путать американским телесериалом 1991 года «Королевская семья».
«Чле́ны короле́вской семьи́» (англ. The Royals) — американский телевизионный сериал, созданный Марком Шваном, премьера которого состоялась 15 марта 2015 года на E!. Шоу является первым оригинальным сериалом канала E!. В центре сюжета прайм-тайм мыльной оперы находится Королева Хелена (Элизабет Хёрли), вымышленный британский монарх, которая борется за сохранение имиджа своей семьи, когда её дети ведут себя не по-королевски.
16 августа 2018 года стало известно о закрытии сериала после четырёх сезонов. Lionsgate Television ведёт переговоры о продаже шоу сестринскому телеканалу Pop.

## Сюжет
Хелена является матриархом вымышленной современной британской королевской семьи, которая должна бороться с распространенными и атипичными семейными драмами под пристальным вниманием общественности. Близнецы принц Лиам и принцесса Элеонор наслаждаются гедонистическими радостями, доступными им как членам королевской семьи, зная, что их старший брат Роберт несёт бремя ответственности, будучи наследником британского престола. Однако когда Роберт погибает, семья оказывается разобщена, а опечаленный король Саймон опасается за будущее монархии. Неожиданно следующим в очереди на престол становится Лиам, который должен приспособиться к своей новой роли наследника престола, будучи влюблённым в Офелию, американскую дочь начальника королевской охраны. Его саморазрушительная сестра Элеонор встречает любовь, которым является её собственный телохранитель Джаспер. Пытаясь сохранить статус-кво и королевскую семью под своим контролем, а также свой образ жизни любой ценой, королева Хелена находит союзника в лице брата короля Саймона, Сайруса.

## В ролях
= Главная роль в сезоне
     = Второстепенная роль в сезоне
     = Гостевая роль в сезоне
     = Не появляется
| Актёр             | Персонаж                              | Появление в сезонах | Появление в сезонах | Появление в сезонах | Появление в сезонах | Появление в сезонах |
| Актёр             | Персонаж                              | 1                   | 2                   | 3                   | 4                   | Эпизоды             |
| ----------------- | ------------------------------------- | ------------------- | ------------------- | ------------------- | ------------------- | ------------------- |
| Уильям Моусли     | принц Лиам Хенстридж                  | 10                  | 10                  | 10                  | 10                  | 40                  |
| Александра Парк   | принцесса Элеонор Хенстридж           | 10                  | 10                  | 10                  | 10                  | 40                  |
| Мерритт Паттерсон | Офелия Прайс                          | 10                  | 1                   |                     |                     | 11                  |
| Джейк Маскалл     | принц (позже король) Сайрус Хенстридж | 10                  | 10                  | 10                  | 10                  | 40                  |
| Том Остин         | Джаспер Фрост                         | 9                   | 10                  | 9                   | 10                  | 38                  |
| Оливер Милбёрн    | Тед Прайс                             | 9                   | 10                  |                     |                     | 19                  |
| Винсент Риган     | король Саймон Хенстридж               | 9                   | 2                   | 1                   | 1                   | 13                  |
| Элизабет Хёрли    | королева Хелена Хенстридж             | 10                  | 10                  | 10                  | 10                  | 40                  |
| Женевьев Гонт     | Вильгельмина (Уиллоу) Морено          |                     | 5                   | 10                  | 10                  | 25                  |
| Макс Браун        | принц (позже король) Роберт Хенстридж |                     | 1                   | 10                  | 10                  | 21                  |
| Всего эпизодов    | Всего эпизодов                        | 10                  | 10                  | 10                  | 10                  | 40                  |

## Разработка и производство

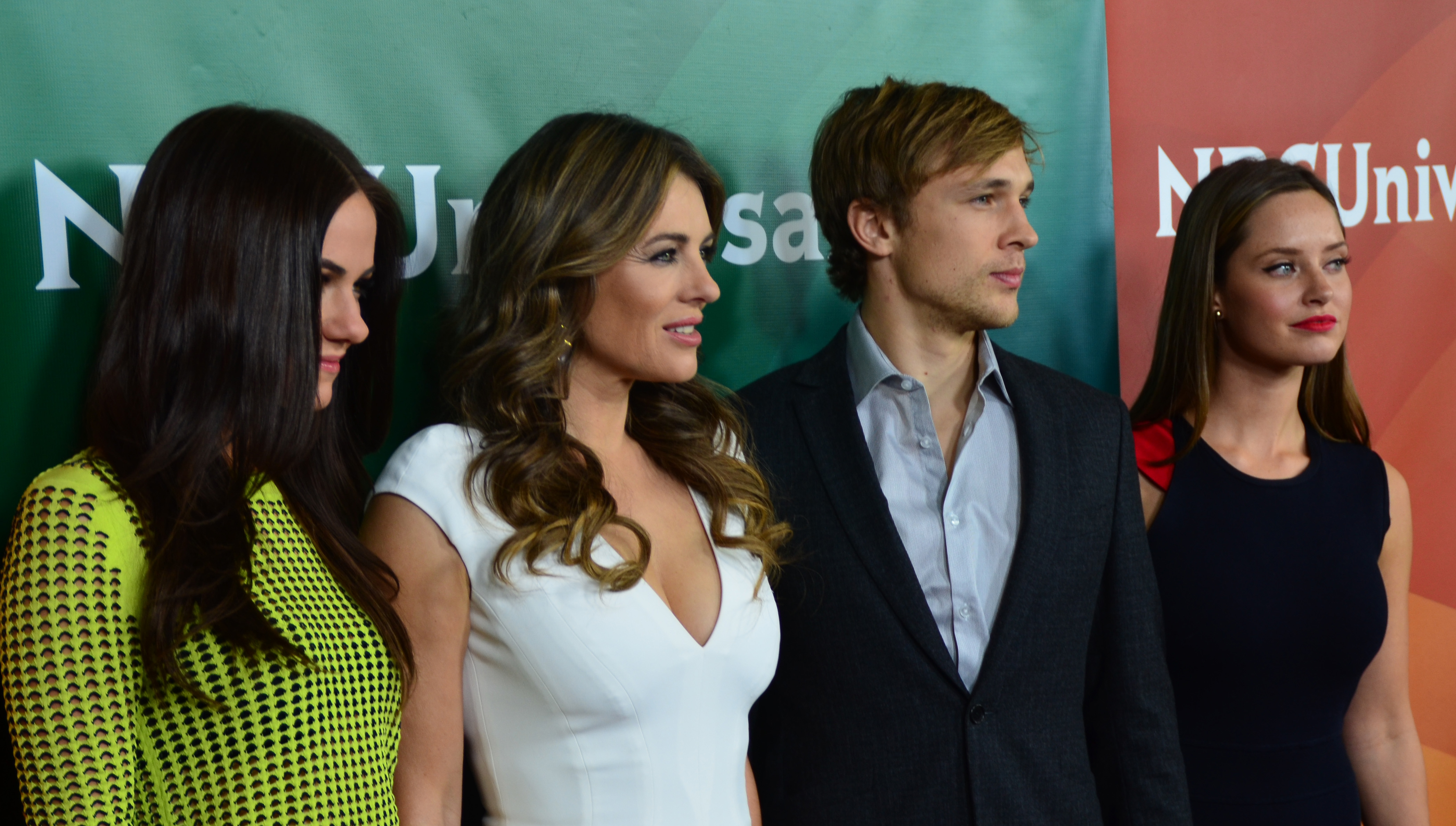
Слева направо: Парк, Хёрли, Моусли и Паттерсон на пресс-туре Ассоциации телевизионных критиков в 2015 году

Сериал был заказан в марте 2014 года, а его съемки проходят в Великобритании. В августе было объявлено, что Джоан Коллинз будет играть роль Александры великой герцогини Оксфорда и матери Хелены. В декабре 2014 года было объявлено, что премьера первого сезона из десяти эпизодов состоится 5 марта 2015 года.
15 января 2015 года, в рамках Ассоциации телевизионных критиков, канал объявил, что сериал был продлен на второй сезон за два месяца до своего дебюта. 5 января 2016 года E! продлил сериал на третий сезон из десяти эпизодов.

## Эпизоды
Все названия являются строчками из трагедии Уильяма Шекспира «Гамлет»; русские названия даны в переводе Татьяны Львовны Щепкиной-Куперник. Исключение составляет название пятого эпизода четвёртого сезона, которое взято из трагедии «Макбет»; название дано в переводе Михаила Леонидовича Лозинского.
| Сезон | Сезон | Эпизоды | Оригинальная дата показа | Оригинальная дата показа |
| Сезон | Сезон | Эпизоды | Премьера сезона          | Финал сезона             |
| ----- | ----- | ------- | ------------------------ | ------------------------ |
|       | 1     | 10      | 1 марта 2015             | 17 мая 2015              |
|       | 2     | 10      | 15 ноября 2015           | 17 января 2016           |
|       | 3     | 10      | 4 декабря 2016           | 19 февраля 2017          |
|       | 4     | 10      | 11 марта 2018            | 13 мая 2018              |

### Сезон 1 (2015)
| № общий | № в сезоне | Название                                                                         | Режиссёр        | Автор сценария   | Дата премьеры  | Зрители в США (млн) |
| ------- | ---------- | -------------------------------------------------------------------------------- | --------------- | ---------------- | -------------- | ------------------- |
| 1       | 1          | «Стой и объявись» «Stand and Unfold Yourself»                                    | Марк Шван       | Марк Шван        | 15 марта 2015  | 1,41                |
| 2       | 2          | «Первенцы весны» «Infants of the Spring»                                         | Марк Шван       | Марк Шван        | 22 марта 2015  | 1,32                |
| 3       | 3          | «Лишь звери иль картины» «We Are Pictures, or Mere Beasts»                       | Арлин Сэнфорд   | Марк Шван        | 29 марта 2015  | 0,83                |
| 4       | 4          | «Сладкий, неживучий» «Sweet, Not Lasting»                                        | Жан де Сегонзак | Джонни Ричардсон | 5 апреля 2015  | 1,12                |
| 5       | 5          | «Давая на себя взглянуть луне» «Unmask Her Beauty to the Moon»                   | Арлин Сэнфорд   | Джулия Коэн      | 12 апреля 2015 | 1,07                |
| 6       | 6          | «Пращам и стрелам яростной судьбы» «The Slings and Arrows of Outrageous Fortune» | Жан де Сегонзак | Марк Шван        | 19 апреля 2015 | 1,12                |
| 7       | 7          | «Власть рассудка» «Your Sovereignty of Reason»                                   | Том Вон         | Скарлетт Лейси   | 26 апреля 2015 | 1,13                |
| 8       | 8          | «Вельможа пал» «The Great Man Down»                                              | Марк Шван       | Марк Шван        | 3 мая 2015     | 1,19                |
| 9       | 9          | «В моей душе как будто шла борьба» «In My Heart There Was a Kind of Fighting»    | Том Вон         | Марк Шван        | 10 мая 2015    | 1,17                |
| 10      | 10         | «Дум и судеб столь разнствуют пути» «Our Wills and Fates Do So Contrary Run»     | Марк Шван       | Марк Шван        | 17 мая 2015    | 1,15                |

### Сезон 2 (2015—2016)
| № общий | № в сезоне | Название | Режиссёр         | Автор сценария   | Дата премьеры   | Зрители в США (млн) |
| ------- | ---------- | --- | ---------------- | ---------------- | --------------- | ------------------- |
| 11      | 1          | «Нет и не может в этом быть добра» «It Is Not, nor It Cannot Come to Good»                                     | Марк Шван        | Марк Шван        | 15 ноября 2015  | 0,84                |
| 12      | 2          | «Спутниками радушия служат вежество и обходительность» «Welcome Is Fashion and Ceremony»                       | Майкл Ланж       | Марк Шван        | 22 ноября 2015  | 0,73                |
| 13      | 3          | «Пожалуй, это не одна фантазия?» «Is Not This Something More Than Fantasy?»                                    | Том Вон          | Марк Шван        | 29 ноября 2015  | 0,53                |
| 14      | 4          | «Ну что, опять сегодня появлялось?» «What, Has This Thing Appear'd Again Tonight?»                             | Марк Шван        | Марк Шван        | 6 декабря 2015  | 0,63                |
| 15      | 5          | «Дух, представший мне» «The Spirit That I Have Seen»                                                           | Том Вон          | Джулия Коэн      | 13 декабря 2015 | 0,65                |
| 16      | 6          | «Что правда лгать не властна» «Doubt Truth to Be a Liar»                                                       | Тара Николь Вейр | Джонни Ричардсон | 20 декабря 2015 | 0,71                |
| 17      | 7          | «Не запятнай себя, не умышляй на мать свою» «Taint Not Thy Mind, nor Let Thy Soul Contrive Against Thy Mother» | Джеймс Лафферти  | Скарлетт Лейси   | 27 декабря 2015 | 0,67                |
| 18      | 8          | «Всё, чем я грешен, помяни» «Be All My Sins Remembered»                                                        | Марк Шван        | Марк Шван        | 3 января 2016   | 0,82                |
| 19      | 9          | «И вздрогнул он, как некто виноватый» «And Then It Started Like a Guilty Thing»                                | Лес Батлер       | Марк Шван        | 10 января 2016  | 0,81                |
| 20      | 10         | «Змей, поразивший твоего отца» «The Serpent That Did Sting Thy Father's Life»                                  | Марк Шван        | Марк Шван        | 17 января 2016  | 0,85                |

### Сезон 3 (2016—2017)
| № общий | № в сезоне | Название                                                                                | Режиссёр        | Автор сценария   | Дата премьеры   | Зрители в США (млн) |
| ------- | ---------- | --------------------------------------------------------------------------------------- | --------------- | ---------------- | --------------- | ------------------- |
| 21      | 1          | «Мы помышляем также о себе» «Together With Remembrance of Ourselves»                    | Марк Шван       | Марк Шван        | 4 декабря 2016  | 0,61                |
| 22      | 2          | «И сквозь природу в вечность перейдёт» «Passing Through Nature to Eternity»             | Джеймс Лафферти | Марк Шван        | 11 декабря 2016 | 0,68                |
| 23      | 3          | «Вот в чём трудность» «Aye, There's the Rub»                                            | Лес Батлер      | Марк Шван        | 18 декабря 2016 | 0,53                |
| 24      | 4          | «Смерть нашего возлюбленного брата» «Our (Late) Dear Brother's Death»                   | Эрика Дантон    | Джонни Ричардсон | 1 января 2017   | 0,46                |
| 25      | 5          | «Что я рождён восстановить его» «Born to Set it Right»                                  | Джеймс Лафферти | Скарлетт Лейси   | 8 января 2017   | 0,54                |
| 26      | 6          | «Племянник — пусть, но уж никак не милый» «More Than Kin, and Less Than Kind»           | Марк Шван       | Марк Шван        | 15 января 2017  | 0,46                |
| 27      | 7          | «Искусные подобия двух братьев» «The Counterfeit Presentment of Two Brothers»           | Менхаж Худа     | Брайан Фернандес | 22 января 2017  | 0,57                |
| 28      | 8          | «Совсем такой, как был король покойный» «In the Same Figure, Like the King That's Dead» | Кларк Мэтис     | Марк Шван        | 29 января 2017  | 0,50                |
| 29      | 9          | «С богом, честный воин» «O, Farewell, Honest Soldier»                                   | Лес Батлер      | Марк Шван        | 12 февраля 2017 | 0,47                |
| 30      | 10         | «Исполнить долг при вашей коронации» «To Show My Duty in Your Coronation»               | Марк Шван       | Марк Шван        | 19 февраля 2017 | 0,52                |

### Сезон 4 (2018)
| № общий | № в сезоне | Название                                                                                          | Режиссёр        | Автор сценария   | Дата премьеры  | Зрители в США (млн) |
| ------- | ---------- | ------------------------------------------------------------------------------------------------- | --------------- | ---------------- | -------------- | ------------------- |
| 31      | 1          | «Как щедр бывает язык на клятвы» «How Prodigal the Soul»                                          | Марк Шван       | Марк Шван        | 11 марта 2018  | 0,50                |
| 32      | 2          | «Исповедайтесь пред небом» «Confess Yourself to Heaven»                                           | Лес Батлер      | Терренс Коли     | 18 марта 2018  | 0,45                |
| 33      | 3          | «Почившего отца искать во прахе» «Seek For thy Noble Father in The Dust»                          | Кларк Мэтис     | Марк Шван        | 25 марта 2018  | 0,42                |
| 34      | 4          | «Как мысль его, и ночи той подобно» «Black As His Purpose Did The Night Resemble»                 | Марк Шван       | Марк Шван        | 1 апреля 2018  | 0,35                |
| 35      | 5          | «Здесь в людских улыбках — кинжалы» «There's Daggers in Men's Smiles»                             | Джеймс Лафферти | Скарлетт Лэйси   | 8 апреля 2018  | 0,39                |
| 36      | 6          | «Мой рассказ останется как плод к концу трапезы» «My News Shall Be The Fruit To That Great Feast» | Эрика Дантон    | Марк Шван        | 15 апреля 2018 | 0,35                |
| 37      | 7          | «Простите мне такую добродетель» «Forgive Me This My Virtue»                                      | Кларк Мэтис     | Брайан Фернандес | 15 апреля 2018 | 0,35                |
| 38      | 8          | «В безжизненной пустыне полуночи» «In The Dead Vast and Middle of The Night»                      | Джеймс Лафферти | Марк Шван        | 22 апреля 2018 | 0,39                |
| 39      | 9          | «Изобличится зло» «Foul Deeds Will Rise»                                                          | Лес Батлер      | Марк Шван        | 6 мая 2018     | 0,39                |
| 40      | 10         | «Грустя на свадьбе, веселясь над гробом» «With Mirth in Funeral and With Dirge in Marriage»       | Марк Шван       | Марк Шван        | 13 мая 2018    | 0,42                |